# Stenodynerus ninglangensis
Stenodynerus ninglangensis (лат.) — вид одиночных ос из семейства Vespidae.

## Распространение
Встречаются в Китае (Yunnan Prov., Lijiang City, Ninglang County, Daxing Town)

## Описание
Длина тела самок 7,2 мм, длина переднего крыла самок 5,6 мм. Окраска тела в основном чёрная с жёлтовато-оранжевыми отметинами. Тегулы коричневые. Клипеус пунктированный. Предположительно, как и другие виды своего рода, для кормления своих личинок добывают в качестве провизии гусениц бабочек. Вид был впервые описан в 2016 году китайскими энтомологами. Название виду дано по имени места нахождения типовой серии.